# Creador de contingut digital

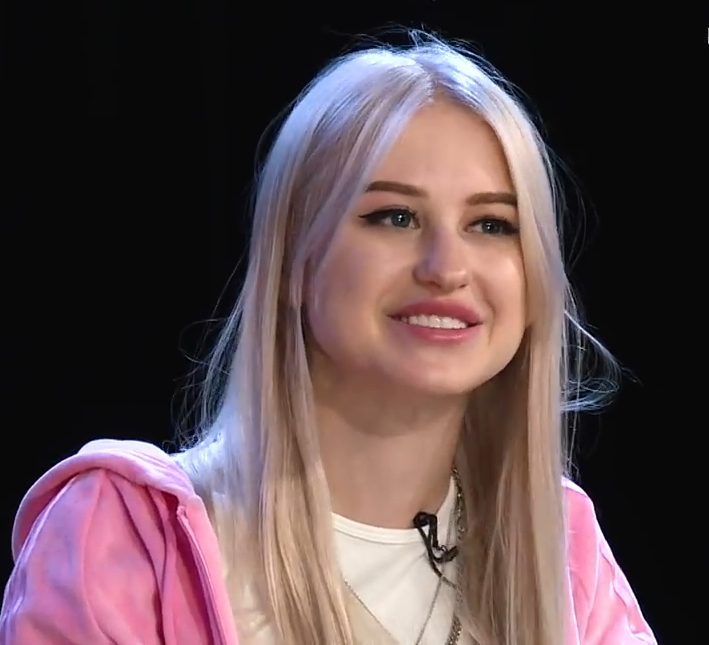
La tiktoker russa Diana Aster.

Un creador de contingut digital o influenciador (també conegut per l'anglicisme influencer) és una persona que compta amb una certa credibilitat sobre un tema concret i que, per la seva presència i influència sovint en xarxes socials, pot arribar a convertir-se des d'un creador de contingut d'una temàtica concreta, a un prescriptor o prescriptora d'interès per a les marques. Els influenciadors comparteixen a les xarxes la seva visió particular d'allò que els apassiona i això els torna capaços de marcar tendència i generar canvis en els hàbits de consum. Ja sigui a través d'Internet o com a ambaixadors d'una organització amb visibilitat pública en esdeveniments, guanyen cada cop més audiència —expressada en moltes xarxes com a visualitzacions, agradaments o comparticions— i això es tradueix en capacitat d'influència social.
Les recomanacions, els vídeos i les comparacions d'Internet determinen molt més la decisió de compra que el que una marca diu de si mateixa en les seves webs o publicitats. Per això, les estratègies de màrqueting i publicitat de les marques s'han anat adaptant a l'àmbit digital, involucrant persones influents en el món en línia per tal ampliar l'abast d'una marca. Les empreses estan disposades no solament a regalar-los els seus productes i convidar-los a presentacions i viatges, sinó també a contractar-los com a ambaixadors, fer spam de les seves iniciatives digitals i pagar-los alts honoraris.
La utilització d'influencers per anunciar els productes o serveis està actualment molt demandada per les empreses, ja que gairebé el 70% dels consumidors i les consumidores consideren més atractiu un producte presentat per un famós o famosa o celebrity, perquè es veu fortament potenciat i recolzat per la imatge d'èxit que li aporta. L'aparició d'aquest sector influent està exercint una forta competència en el món publicitari, i va deixant enrere els mitjans de comunicació tradicionals (vegeu màrqueting digital).
Una bona estratègia amb influencers va ser la de la marca d'ulleres de sol Hawkers, una empresa formada per 4 joves espanyols. Després d'aconseguir que famosos com Paula Echevarría, Luis Suárez i Dani Alves es fessin ambaixadors de la marca i els seus principals influencers, la marca va experimentar un gran boom: milions d'ulleres venudes, milions d'euros facturats i molt ben posicionada en la ment de moltes persones. I tot amb una despesa mínima, mentre que altres companyies gasten milions en publicitat per obtenir solament el 30% del que aconsegueix aquesta empresa.

## La seva influència en

### Fashion, beauty & lifestyle(Moda, bellesa i estil de vida)
Les marques persegueixen influencers que posteriorment es converteixen en millors ambaixadores dels seus productes que els mateixos anuncis. Aconseguir que es facin una fotografia amb un jersei de disseny significa que milers de seguidors voldran aquest mateix jersei i estil divulgat a través del seu perfil. Amb una simple publicació poden fer augmentar la notorietat d'una marca o les vendes d'una peça concreta.

### Ciberactivisme
La rapidesa i l'eficàcia de les xarxes socials són un bon mitjà per a l'activisme i la denúncia social. Recentment s'han utilitzat els hashtags per a representar campanyes reivindicatives contra la societat i fer front a la injustícia social quotidiana. Llocs com Facebook, Twitter o Instagram són més forts que mai i el seu poder és inqüestionable.

### Turisme
L'accessibilitat d'Internet ha canviat radicalment la motivació dels i les turistes per planificar i reservar viatges a diferents destinacions. La presència d'influencers en aquest sector està ampliant els nostres horitzons, ja que busquem cada vegada més llocs fotogènics i singulars. Cada cop és més la gent que quan viatja s'endú la càmera per capturar tots els moments i penjar-los en forma de fotos a Instagram, o en vlogs a YouTube. Els destins més potenciats recentment per molts bloggers han estat Bali, Dubrovnik, Mykonos, Riviera Maya i Califòrnia.

## Plataformes per on es mouen

### YouTube
La influència de YouTube és fins i tot superior a la de la televisió, especialment en algunes categories com els productes cosmètics o la tecnologia digital. Gràcies al vídeo, els clients reben informació de qualitat sobre el producte, les seves característiques i el mètode d'ús. Amb Internet ha nascut una nova generació de comunicadors que no solament saben crear audiència, sinó també obtenir diners gràcies a les reproduccions dels seus vídeos. Parlem dels youtubers; és a dir, bloggers, gamers, crítics, humoristes, experts en bellesa... que han sabut treure partit d'allò que més els motivava, per comunicar el seu producte a través de vídeos i muntatges audiovisuals. Els seus canals estan arribant a generar ingressos d'entre 90 € i 1.000 € al dia, en funció del repartiment dels beneficis en publicitat quan un usuari veu un vídeo. Per tant, com més vegades es reprodueixi el vídeo, més elevats en seran els ingressos. Els guanys dependran de dos factors clau: el tipus d'anuncis i el preu d'aquests mateixos anuncis. A partir d'aquí, YouTube paga el 55% dels ingressos nets reconeguts.
El youtuber tindrà l'opció de cobrar sempre que:
- el programa estigui disponible al seu país.
- pengi contingut original i de qualitat apte per als anunciants.
- el seu contingut de vídeo compleixi les Condicions de servei i normes de la comunitat de YouTube.
- hagi revisat el material informatiu sobre els drets d'autor (copyright).

YouTube censurarà i eliminarà tots aquells vídeos on aparegui el següent contingut:
- drets d'autor (cançons o peces musicals, gràfics i imatges, filmografia).
- amenaces, comportament agressiu, fustigació, assetjament, invasió de la privacitat...
- violència que pretengui ser ofensiva, sensacionalista o irrespectuosa.
- pornografia.

#### YouTubers més ben pagats a nivell mundial:[7]
| Nom del canal    | Tipus de canal     | Subscriptors | Guanys (milions $/any) |
| ---------------- | ------------------ | ------------ | ---------------------- |
| PewDiePie        | Videojocs i bromes | 58 milions   | 15                     |
| RomanAtwoodVlogs | Vlogs i comèdia    | 14 milions   | 8                      |
| Superwoman       | Comèdia            | 13 milions   | 7,5                    |
| Smosh            | Comèdia            | 23 milions   | 7                      |
| Rosanna Pansino  | Cuina              | 9 milions    | 6                      |

### Instagram
Instagram és, actualment, la xarxa social amb més influència en adolescents —per sobre de Facebook, Twitter i Youtube—; i ja compta amb més de 1.000 milions d'usuaris actius cada mes. Ha passat de ser una simple plataforma per compartir-hi imatges amb amics/gues i familiars a ser un espai on els usuaris/àries acudeixen per promocionar la seva imatge i trobar la reafirmació per part dels altres. Per als i les adolescents és un mitjà de comunicació, en què de manera quotidiana expliquen la seva vida en fotografies i vídeos. un cas especial és de les Clements twins, les bessones més boniques del món,A data de desembre de 2022 tenen més d'1,9 milions de seguidors a Instagram.
Dins de la mateixa aplicació es troben diferents seccions com Reels, IGTV, Instagram Stories.

### Blogs
Una de les primeres xarxes socials a veure néixer els influencers va ser Fotolog, creada el 2003, i actualment enderrocada i gairebé oblidada en benefici d'altres plataformes més recents que s'han sabut adaptar als gustos i necessitats dels usuaris i les usuàries. Avui dia algun/a encara està molt present a la plataforma Blogger i se n'han introduït de noves i més sofisticades com WordPress.

### TikTok
L'aplicació TikTok va ser llançada al mercat l'any 2016, permet als usuaris crear vídeos musicals curts de 3-15 segon i vídeos llargs de 30 - 60 segons. Aquesta plataforma és líder de vídeos a Àsia, Estats Units i altres parts de món.

### Vine
Una part del gran èxit de Vine és que ha encaixat a la perfecció amb el màrqueting digital, ja que permet produir material informatiu i directe que pot arribar a captar l'atenció d'espectadors/es i clients/es potencials. A més, tendeix a ser de baix pressupost i ràpida realització. Dunkin 'Donuts va ser la primera companyia a utilitzar un vídeo Vine i més tard s'hi van unir altres marques com Samsung, Adidas, Oreo o Intel Corporation.

### Twitter
Com sabem, Twitter ens permet fer publicacions limitades a 280 caràcters i, per tant, és una manera concisa i directa de transmetre informació. Per la seva simplicitat i rapidesa, moltes marques confien en aquesta xarxa social per a promocionar els seus productes, tal com ho va fer EOS amb Kim Kardashian o InternShips amb Charlie Sheen.

### Facebook
Facebook ofereix serveis de xarxes socials des de 2004. Un cop registrats, els usuaris poden crear un perfil personalitzat que indiqui el seu nom, ocupació, escoles ateses, etc. Els usuaris poden afegir a altres usuaris com «amics», intercanviar missatges, publicar actualitzacions d'estat, compartir fotos, vídeos i enllaços, utilitzar diverses aplicacions de programari (apps) i rebre notificacions de l'activitat d'altres usuaris, entre moltes altres opcions.

## Tipologia d'influencers
Es poden distingir diferents tipologies d'influencers a les xarxes socials: 
1. El Networker: traduïble estrictament com treballador a la xarxa. Aquest és un emprenedor amb iniciativa que procura potenciar productes innovadors, compaginant-ho amb un estil de vida, sense la necessitat d'una dedicació completa del seu temps a aquesta activitat. 
2. Líder d'opinió: és l'influencer que fa referències positives sobre productes d'un determinat sector en què està especialitzat. Aquests influencers poden convertir-se en ambaixadors de la marca que patrocinen.
3. Trendsetter o El descobridor: són els que s'encarreguen d'establir quines tendències es portaran la pròxima temporada, i fins i tot poden arribar a tenir un cert poder de decisió davant els dissenyadors de moda.
4. Reporter o el participant: són aquells que informen els seus seguidors de manera constant de totes aquelles novetats d'una marca o un producte.